# Villa Tucović à Valjevo
La villa Tucović à Valjevo (en serbe cyrillique : Вила Туцовића у Ваљеву ; en serbe latin : Vila Tucovića u Valjevu) se trouve à Valjevo, dans le district de Kolubara en Serbie. Elle est inscrite sur la liste des monuments culturels protégés de la république de Serbie (identifiant no SK 2029),,,.

## Présentation

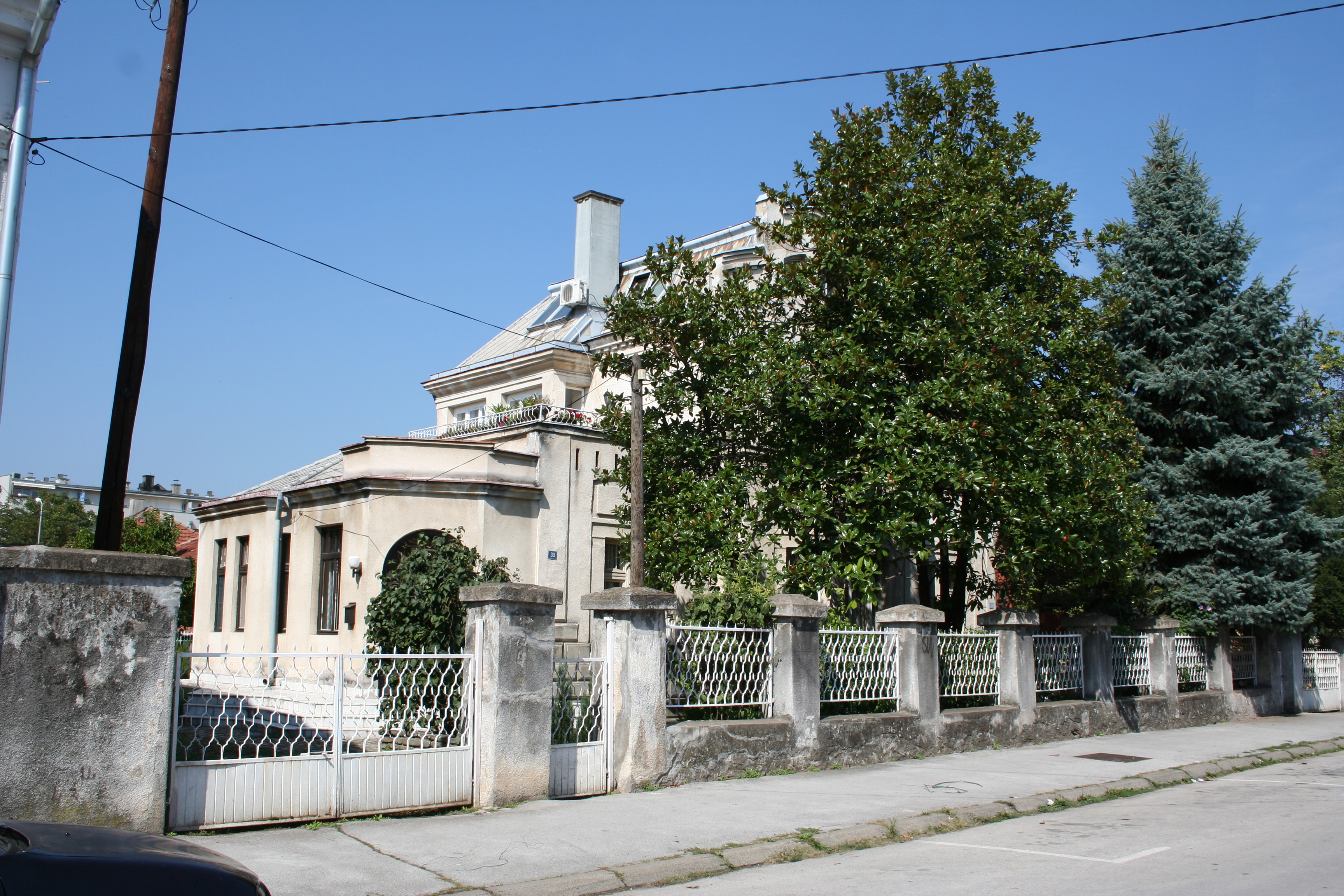
Autre vue de la villa.

La villa, située 15 rue Pop Lukina, a été construite en 1927 sur des plans de l'ingénieur Pavle Aleksić pour la fille du voïvode Živojin Mišić qui a épousé le pharmacien Svetozar Tucović,. Elle reste aujourd'hui la propriété de la famille Tucović. Au moment de sa construction, elle était la première « villa » édifiée à Valjevo.
La villa a été conçue comme un bâtiment autonome, en retrait par rapport à l'alignement de la rue et entouré d'un jardin,. Le bâtiment est constitué d'un rez-de-chaussée avec un haut soubassement, d'un étage et d'un grenier ; il est construit en matériaux solides,. Les façades sont enduites de mortier et dotées d'une riche décoration plastique notamment autour des ouvertures ; au rez-de-chaussée possède une avancée polygonale qui sert de salon et une série de fenêtres ouvrant sur la terrasse, ; l'étage, asymétrique, est doté d'une grande terrasse ouverte sur le côté sud et d'une grande masse pleine sur le côté nord. Parmi les éléments décoratifs de la façade figurent des coquillages stylisés et des mascarons en stuc, tels qu'on en trouve dans l'architecture Art nouveau,, ; des couronnes avec des motifs floraux sont disposées symétriquement autour de l'entrée principale,.
Cette partie de la rue Pop Lukina possède plusieurs résidences et, particulièrement, la villa Tucović, qui témoignent du développement de l'architecture résidentielle et de la planification urbanistique dans la ville de Valjevo à l'époque de sa construction.

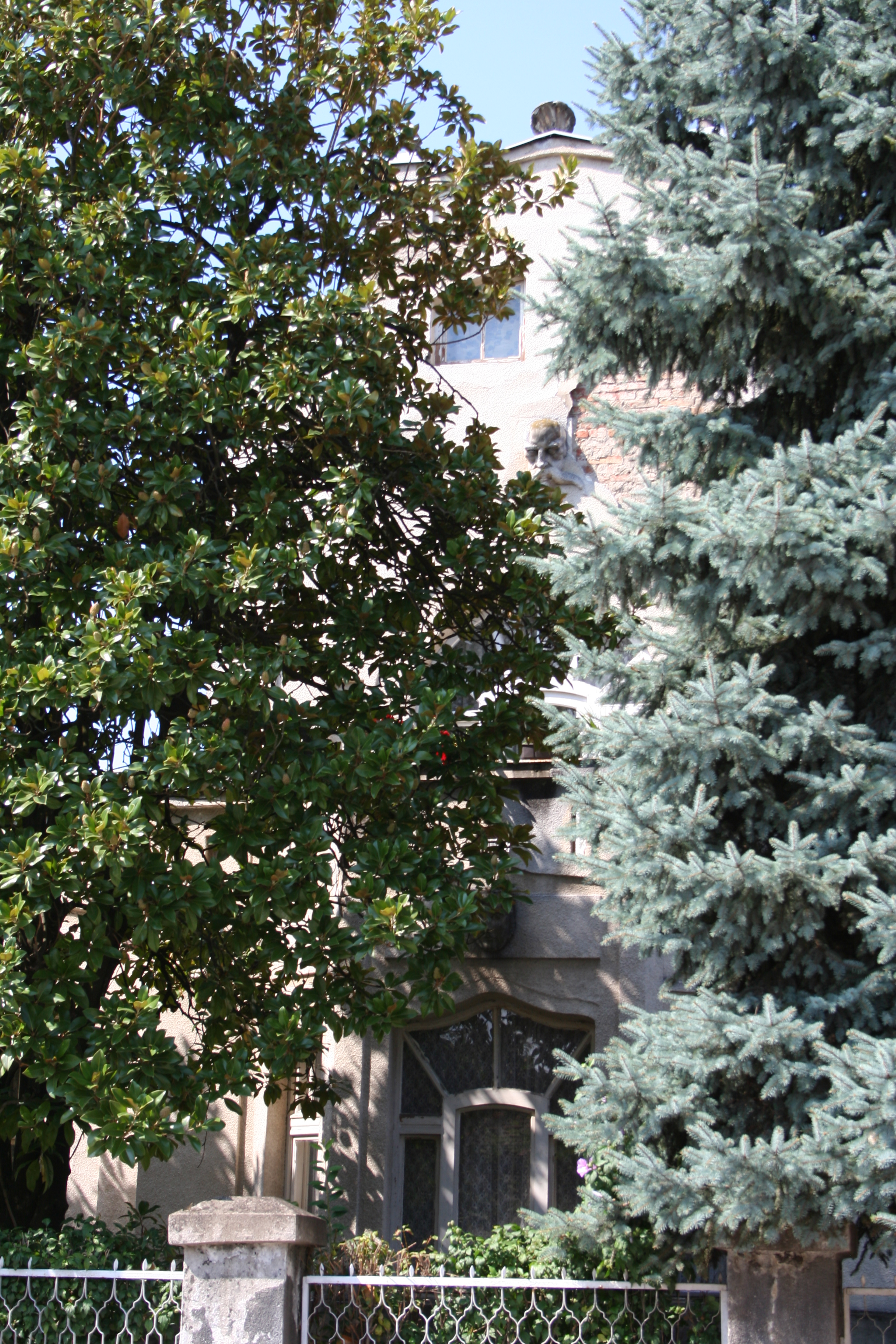
Autre vue de la villa.